# Sterliadochona ephemeridarum
Sterliadochona ephemeridarum is een rondwormensoort uit de familie van de Thelaziidae. De wetenschappelijke naam van de soort is voor het eerst geldig gepubliceerd in 1872 door Linstow.